# Pentachrysis amoena
Pentachrysis amoena is een vliesvleugelig insect uit de familie van de goudwespen (Chrysididae). De wetenschappelijke naam van de soort is voor het eerst geldig gepubliceerd in 1857 door Eversmann.